# フランシス・マリオン (軍人)
フランシス・マリオン（英: Francis Marion, 1732年2月26日 - 1795年2月27日） は、アメリカ独立戦争中の大陸軍中佐であり、後にサウスカロライナ民兵の准将である。囮（おとり）戦術や伏兵戦術を駆使して敵を混乱させ、物資を奪い、捕虜を奪還するなどの能力に優れ、沼の狐と渾名された。彼の取り入れたゲリラ戦術は、その後の戦闘で開けた戦場での正面からの戦闘を減らしていく契機となった。独立戦争開始までは水夫だった。
近代ゲリラ戦の父とも見なされており、アメリカ陸軍レンジャーズ部隊の創設に功績があると考えられている。

## 家族および青年時代
マリオンの先祖はユグノーであった。その先祖はサウスカロライナのジョージタウン近く、ウィンヨーに移住した。マリオンは、バークレー郡セントジェイムズ行政区にあるゲイフィールド農園で1732年の冬に生まれた。父はガブリエル・マリオン、母はエスター・コルデス・マリオンである。二人ともカロライナに移住した第一世代であった。父方の祖父がベンジャミン・マリオン、祖母がジュディス・バルエット・マリオン、母方の祖父はアンソニー・コルデス、祖母はエスター・バウレット・コルデスである。マリオンの兄弟は6人おり、上からエスター、イサック、ガブリエル、ベンジャミン、ジョブ、そしてフランシスだった。フランシスは末っ子であり弱々しい子供だった。独立戦争の間マリオンの部下であったピーター・ホリーが、冗談交じりにマリオンの子供の時のことを話している。
「信頼できる筋から聞いた話だが、この偉大な兵士は生まれたときニューイングランドのロブスターよりちっぽけで、クオート（約1リットル）ポットに入るぐらいだったとよ」
マリオンが5歳か6歳の頃、一家はウィンヨー湾に近いセントジョージの農園に移った。これは、ジョージタウンの英語で教える学校に近かったからである。1759年、マリオンはセントジョンズ行政区のユートースプリングス近くにあるポンド・ブラフ農園に移った。マリオンはフランス語も英語も堪能であった。
マリオンは15歳の時に船乗りになることを決めた。彼の想像力はジョージタウン港に泊まる船によって掻き立てられた。マリオンが両親にその許可を求めると、両親は喜んで認めてくれた。彼らはカリブ海への航海がマリオンの弱々しい体を鍛えてくれると期待していた。マリオンは西インド諸島へ向かうスクーナー船の6番目の乗組員として契約した。航海を終えての帰り道で鯨が船に衝突し、船腹の板を破ってしまった。船長と乗組員はボートに逃れたが、船が直ぐに沈没してしまったので、食料や水を移すことができなかった。5日間というもの彼らは熱帯の太陽に照り付けられた。6日目に乗組員の一人が渇きと日射病で死んだ。翌日なんとか岸に辿り着くことができた。
この厳しい海の試練にも拘わらず、マリオンはより健康になって帰ってきた。ピーター・ホリーがこのことについても書いている。
「彼の骨格が新しくなっているように見えた。彼は第二の成長期に入ったのだ。彼の頬から青白さが消え獣脂のような色になり、明るく健康なオリーブのようになった」
マリオンはこの危険な航海の後も船乗りを続けた。
マリオンは25歳の誕生日の少し前に軍隊に入った。1757年1月1日、兄のガブリエルと共に大尉ジョン・ポステルの下に配属され、フレンチ・インディアン戦争でチェロキー族インディアンを境界地帯から追い出す作戦に従軍した。1761年マリオンは大尉ウィリアム・ムールトリーの下で中尉となり、再びチェロキー族対抗作戦に従軍した。ピーター・ホリーは、マリオンがこのイギリス軍の作戦行動を後悔の念で語っていたと書き記している。
「次の朝我々はジェイムズ・グラント大佐の命令で進軍し、インディアンの住居を焼き払った。我々の部隊の何人かはこの残酷な仕事を楽しんでいるようで、小屋の頂部にかけてパチパチと大きな音を立て巻き上がる炎を見て心から笑っていた。しかし私には衝撃的な場面だった。可哀想な生き物達よ！我々はこんなに惨めな居住地にいるお前達を恨みに思う必要はないのだ。そして次の命令で成長しているとうもろこしを切り倒しに行った時、ほとんど涙を抑えることができなくなった。広い緑の葉を広げ、楽しげに房を垂らし、甘くミルクのような液と粉が詰まった命の糧、その堂々と立っている茎を眺めた者は、この神聖な植物が我々の刀でその尊い重荷とともに切り倒され、悲嘆の庭で食されることもなくしぼみ枯れていく様を欺瞞無くして見ることができるだろうか？」

## アメリカ独立戦争での活動

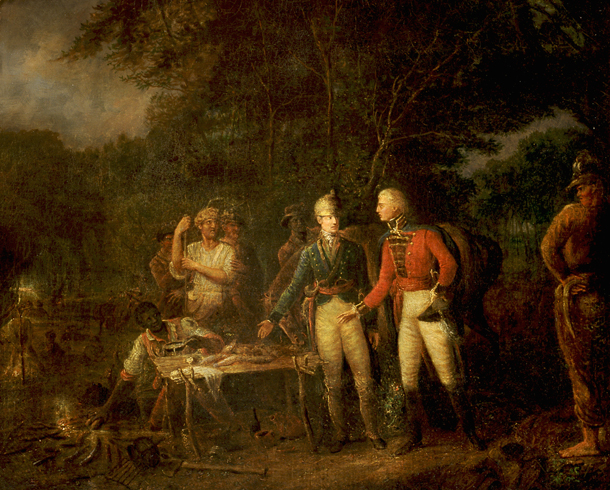
イギリス軍士官を食事に招待して分け合う将軍マリオン（中央）
ジョン・ブレイク・ホワイト画

1775年、マリオンはサウスカロライナ地方議会の議員となり、6月21日、ウィリアム・ムールトリー指揮下の第2サウスカロライナ連隊で大尉に任官した。1776年6月には、チャールストンのサリバン砦とムールトリー砦の防衛戦に参加した。
1776年9月、大陸会議はマリオンを中佐に任命した。1779年の秋、マリオンはサバンナの包囲戦に参加し、1780年の早く、将軍ベンジャミン・リンカーンの下で民兵の訓練を行った。
1780年5月12日にチャールストンが陥落したとき、マリオンは事故で踝を痛めており、静養のために市を離れていたので捕虜にならずに済んだ。
チャールストン陥落に続いて、モンクス・コーナーで将軍イサック・フーガーが敗れ、ワックスホー（ノースカロライナとの境界近く、今日のランカスター郡）の虐殺で中佐アブラハム・ビュフォードが敗れると、マリオンは小さな部隊を組織化したが、当初の陣容は20名から70名の間に過ぎなかった。これがサウスカロライナでイギリス軍に対抗する唯一の軍隊だった。この時点でマリオンは痛めた踝の治りが遅く片足を引きずって歩いていた。
マリオンはキャムデンの戦いの直前に将軍ホレイショ・ゲイツの部隊に合流した。しかし、ゲイツはマリオンを信頼せず、ピー・ディー地域のウィリアムスバーグ民兵の指揮をさせるという口実でマリオンを追い払った。ゲイツはマリオンには偵察任務を与え、また戦闘後にイギリス軍が逃走した場合の妨害を命じていた。このためにマリオンはキャムデンの戦いに参加しなかったが、チャールストンの戦いから転進中に捕虜になっていたメリーランド兵150名を奪還し、加えてイギリス軍護衛兵20名を捕虜にした。開放されたメリーランド兵は戦争に負けたと思っており、マリオンの部隊に加わることを拒否して逃亡した。
しかし、マリオンは非正規軍の優れて有能な指揮官であることを民兵達に認めさせることができた。大陸軍の部隊とは異なり、マリオンの部隊兵は給与がなく、自分で馬や武器や時には食料も調達していた。マリオンの部隊は地元からの調達ではなく捕まえたイギリス軍や王党派軍から物資を得ていた。
マリオンは正面切っての戦闘に向かうことは滅多になく、王党派やイギリス正規軍の大部隊を急襲し同様に素早い撤退を繰り返した。チャールストン陥落後にイギリス軍は、サウスカロライナの王党派の助けを借りてサウスカロライナに駐屯していたが、ウィリアムスバーグは例外だった。イギリス軍は一度だけウィリアムスバーグへの侵攻を試みたが、ミンゴ・クリークの戦いでマリオンに撃退された。
イギリス軍はマリオンを特に憎み、何度も彼の部隊を無力化する努力を続けたが、ウィリアムスバーグ地域の民衆は圧倒的に愛国派が多く、マリオンの情報収集能力がイギリス軍より勝っていた。
大佐バナスター・タールトンがマリオンを捕まえようと派遣されたが、沼地の道を逃げていく「沼の古狐」を見つけることはできなかった。タールトンとマリオンは民衆の心に鮮明に対照的な影を落とした。タールトンは民家を焼き破壊したために憎まれ、マリオンの部隊は物資を徴発するときも、あるいはイギリス軍の手に渡らないように破壊するときも、所有者に受取証を渡していた。この受取証の多くは新しい州政府によって購われた。
マリオンがゲリラ戦でその才能を現すとイギリス軍の悩みの種になり、ノースカロライナに逃げていた知事ジョン・ラトリッジはマリオンを植民地軍の准将に任命した。
将軍ナサニエル・グリーンが南部戦線の指揮を執ることになり。マリオンと大佐ヘンリー・リーは1781年1月にジョージタウンの攻撃を命じられたが、不成功に終わった。しかし、4月に彼らはワトソン砦を占領し、5月にはモット砦を抑える事でカロライナのイギリス軍の情報通信網を破壊することに成功した。8月31日、マリオンはイギリス軍の少佐C.フレーザーが指揮する500名の部隊に包囲されていた大陸軍の小部隊を救出した。この件でマリオンは大陸会議より感謝状を受けた。ユートースプリングスの戦いでは、マリオンは将軍グリーンの右翼を受け持った。
1782年、マリオンがジャクソンボロの議会に出ている間に、彼の部隊の士気が衰え彼をイギリス軍に売り渡してしまおうという陰謀が発覚した。しかしその年の6月、彼は王党派の蜂起をピーディー川の堤で鎮圧し、8月に部隊を去り故郷の農園に帰った。
終戦後にマリオンはいとこのメアリー・エスター・ビドーと結婚した。甥のセオドアが叔父であるマリオンに結婚するときだよと吹き込んだからだ。彼の親戚や友人は、メアリーが沼の狐の手柄について話を聞かされる度にいつも頬を紅潮させ目を輝かせて聞いていたと知らせた。
マリオンがサウウカロライナ議会で数期を務めた後の1784年、彼の功績に報いてジョンソン砦の指揮官に任命された。実際には儀礼的な肩書きで年収500ドルのものだった。マリオンは最初は500ポンドを貰うものと思っていたが、当時の経済情勢に怯えていた政治家達が500ドルに減じてしまった。マリオンは1795年彼の農園で死んだ。

## 関連作品
アメリカ独立戦争を描いた映画『パトリオット』は、マリオンの伝記を脚色したものである。メル・ギブソン演じる主人公の大佐ベンジャミン・マーティンは、将軍マリオン、将軍アンドリュー・ピケンズ、大佐トーマス・サムターおよびバージニアのダニエル・モーガンの経歴の合成である。
マリオンの手柄話のテレビ版は1950年代半ばウォルト・ディズニーが作ったシリーズもの『沼の狐』 (The Swamp Fox) である。これはデビー・クロケットのシリーズの後を受けたものだったが、前作程の成功とは言えなかった。主役のレスリー・ニールセンが主題歌を歌ったのでも有名である。
テレビのシリーズ番組ナイトライダーの "Knightmares" エピソードでも「偉大な追跡者」として紹介された。
2004年のグラフィック小説では歴史人物の役割を動物を使って表し、沼の狐の冒険が登場した。この作品は Jonathan Myers が作・画を行い、Ambition Studios によって出版された。

## 論争
映画パトリオットの初期原稿は、メル・ギブソンの演じる役をフランシス・マリオンとしていたが、論争を避け、より劇的な物語展開とするために名前をベンジャミン・マーティンに変えられた。
この論争は、イギリスの歴史家クリストファー・ヒバートの映画公開時のコメントから派生した。ヒバートは、マリオンが「チェロキー・インディアン迫害に非常に積極的だったから、英雄として祭り上げられる類の男ではない。真実としては、マリオンのような男が、イギリス軍によるものほどではないとしても、悪として残虐行為を働いたことである。」と述べている。
ナショナル・レビュー (National Review) の記事では、ラジオの司会役マイケル・グラハムがヒバートの批判を拒絶する発言を紹介している。
マリオンは奴隷の所有者であったか？マリオンは断固とした危険な戦士であったか？彼は18世紀の戦争で、現代世界の平和と政治的正当性の中では残虐と看做すような行動を取っただろうか？アメリカの他の偉人の映画では、主人公は「全くそのとおりだ」と言うだろう。これが200年前も今も彼を英雄にしているということだ。

## 史跡
チャールストン近くにあるフランシス・マリオン国立の森はマリオンにちなんで名づけられた。またチャールストンのダウンタウンにあるフランシス・マリオン・ホテルも同様である。他にもこの地方の多くの場所がマリオンの名前にちなんでいる（下記リンクを参照）。アイオワ州マリオン市は彼の名前を着け、毎年夏に沼の狐祭りとパレードを行っている。サウスカロライナ州マリオン郡と郡都マリオン市も将軍マリオンの名前にちなんでいる。このマリオン市には町の広場に将軍マリオンの銅像があり、フランシス・マリオンに関わる多くの工芸品を収めた博物館がる。またマリオン高校の校章は沼の狐である。フランシス・マリオン大学はフロレンス郡にある。
2006年にアメリカ合衆国下院はワシントンD.C.に2007年あるいは2008年にフランシス・マリオンの記念碑を建てることを承認した。この議案は上院で否決されたが、2007年1月に再上程された。

## 墓碑銘
フランシス・マリオンの墓には次のように書かれている。
of

BRIG. GEN. FRANCIS MARION（フランシス・マリオンの思い出に捧げる）

Who departed his life, on the 27th of February, 1795,（1795年2月27日逝去）

IN THE SIXTY-THIRD YEAR OF HIS AGE（63歳没）

Deeply regretted by all his fellow citizens（すべての仲間に惜しまれて逝った）

HISTORY（歴史は）

will record his worth, and rising generations embalm（アメリカ独立戦争の傑出した愛国者と英雄）

his memory, as one of the most distinguished（の一人として彼の功績を記録し）

Patriots and Heroes of the American Revolution:（次の世代に彼の記憶を残す）

which elevated his native Country（彼の生まれ故郷に）

TO HONOUR AND INDEPENDENCE,（栄誉と独立を与え）

AND

Secured to her the blessings of（自由と平和の恵をもたらした）

LIBERTY AND PEACE

This tribute of veneration and gratitude is erected（尊敬と感謝の気持ちを込めて捧げる）

in commemoration of
 
the noble and disinterested virtues of the（高貴で無私の市民の美徳に）

CITIZEN;

and the gallant exploits of the（そして勇敢な兵士の功績に）

SOLDIER;

マリオンはサウスカロライナ州バークレー郡のベル・アイル・プランテーション墓地に埋葬されている。